# Chris Dawes
Christopher Dawes (Kingston, 1974. május 31. –) jamaicai válogatott labdarúgó.
A jamaicai válogatott tagjaként részt vett az 1998-as és a 2000-es CONCACAF-aranykupán, illetve az 1998-as világbajnokságon.